# Военное управление
Вое́нное управле́ние — комплекс мероприятий, предпринимаемых государством по созданию вооружённых сил, их поддержанию на должном уровне, отвечающем требованиям обороноспособности и принятой военной доктрины, и непосредственно само руководство вооружёнными силами.
Непосредственно само руководство (командование) войсками (силами) внутри вооружённых сил на всех уровнях называется Управление войск (сил).

## Направления военного управления
Военное управление включает в себя постоянную работу должностных лиц органов государственного управления по следующим направлениям:
- Военное строительство и развитие элементов вооружённых сил государства;
- Поддержание боевой готовности войск;
- Поддержание и развитие мобилизационных возможностей государства;
- Обеспечение войск во всех планах, для полноценного функционирования и выполнения поставленных задач;
- Распределение финансовых средств в вооружённых силах и контроль за их целевым расходом;
- Руководство вооружёнными силами при выполнении поставленных задач в мирное и военное время.

## Организация военного управления в государстве
Вне зависимости от принадлежности к государству, организация военного управления имеет примерно одинаковую структуру.

Глава государства по конституции государства является верховным главнокомандующим, высшим должностным лицом, осуществляющим военное управление.

В конституции государства законодательно закрепляются состав военных учреждений и формирований, которые входят в военную организацию (вооружённые силы) в мирное время, состав ведомств имеющих в подчинении формирования которые передаются вооружённым силам в военное время, а также органы государственного управления задачей которых является руководство над вооружёнными силами на различных уровнях. Данные органы государственной власти, также входящие в состав вооружённых сил именуются органами военного управления. 

Правительство осуществляет военное управление через центральные органы военного управления. Глава государства или глава правительства ставят задачи непосредственно руководителям центральных органов военного управления в виде указов или постановлений правительства.

Также государство может участвовать в военном управлении через коллегиальные органы вне вооружённых сил.

К примеру законодательно через комиссии в парламенте которые занимаются вопросами составления военного бюджета, реформирования вооружённых сил и их перевооружения. Подобные комиссии есть в парламентах большинства государств и состоят они в основном из профессиональных военных вышедших в отставку, компетентных в вопросах военного строительства.

Также коллегиальным органом осуществляющим военное управление вне вооружённых сил можно считать счётную палату при парламентах, которая осуществляет контроль за целевым расходом средств военного бюджета государства.

## Организация военного управления в вооружённых силах

### Центральные органы военного управления
Главным центральным органом военного управления является Министерство обороны, возглавляемое министром обороны.

Задачей Министерства обороны является общее управление вооружёнными силами в мирное время. В некоторых государствах применяются иные формулировки как Министерство национальной обороны (Китай, Польша, Канада, Греция и другие). 

Вторым по значимости центральным органом военного управления в государстве является Генеральный штаб (сокращённо Генштаб).

Данный орган в некоторых государствах именуется как Объединённый комитет начальников штабов (США) либо Комитет начальников штабов (Казахстан).

По определению Клаузевица, назначение Генштаба состоит в разработке и изложении идеи высших строевых начальников в форме приказаний, со всеми необходимыми для исполнения подробностями; кроме того, Генштаб обязан заботиться о боевой готовности и материальных нуждах войск, для чего, не вмешиваясь в деятельность специальных органов, должен сообщать им необходимые указания, вытекающие из общего хода военных действий; с другой стороны, Генштаб получает от этих органов сведения о степени обеспечения войск предметами довольствия.

#### Генеральный штаб
Генеральный штаб — центральный орган военного управления и основной орган оперативного управления вооружёнными силами во многих государствах. По определению Клаузевица, назначение Генштаба состоит в разработке и изложении идеи высших строевых начальников в форме приказаний, со всеми необходимыми для исполнения подробностями; кроме того, Генштаб обязан заботиться о боевой готовности и материальных нуждах войск, для чего, не вмешиваясь в деятельность специальных органов, должен сообщать им необходимые указания, вытекающие из общего хода военных действий; с другой стороны, Генштаб получает от этих органов сведения о степени обеспечения войск предметами довольствия.

### Управление войсками (силами)
Сектор военного управления, определяющий деятельность командиров (начальников), штабов, служб и других органов управления по поддержанию постоянной боевой готовности войск (сил), подготовке к боевым действиям и руководству войсками (силами) по выполнению поставленных задач именуется Управлением войсками (силами).

В данное определение входит:
- постоянный сбор сведений об обстановке и их анализ;
- принятие решения на боевые действия (операция, рейд, бой и так далее);
- доведение задач подчинённым войскам (силам);
- планирование боевых действий;
- организация взаимодействия разных формирований;
- подготовка подчинённых войск (сил) и штабов к боевым действиям и руководство ими в ходе боевых действий;
- организация контроля и помощи подчинённым войскам.

Управление войсками выполняется командирами (командующими) лично и через штаб, а также через заместителей, начальников родов войск и специальных войск, начальников служб в соответствии с полученными актами военного управления (см.ниже) от выше стоящего начальства.

### Разделение управления по видам вооружённых сил и родам войск
Непосредственно в системе Министерства обороны военное управление вооружёнными силами разделяется по видам вооружённых сил (Военно-морской флот, Военно-воздушные силы, Сухопутные войска) и родам войск (танковые войска, артиллерия, инженерные войска, войска связи, морская пехота и т. д.). 

Организационно это представлено управлением в составе министерства, руководящим определённым видом или родом войск.

К примеру:
- Главное военно-медицинское управление Министерства обороны Российской Федерации (ГВМУ Минобороны России);
- Главное управление железнодорожных войск ВС СССР;
- Главное управление Военно-морскими силами Министерства обороны США;
- Главное управление войск специального назначения Министерства обороны США.

### Разделение управления по видам обеспечения и контроля
В зависимости от разновидности боевого и тылового обеспечения войск в системе Министерства обороны существуют различные службы, решающие задачи обеспечения и выполняющие контроль над их осуществлением.
Данные службы (управления) существуют в формированиях вооружённых сил всех уровней, начиная с управления воинской части/соединения и выше.

Примерами таких служб являются:
- Медицинская служба Вооружённых сил Великобритании;
- Топографическая служба Вооружённых сил Российской Федерации;
- Управление военной разведки Израиля.

Некоторые органы военного управления (службы) решают вопрос исключительно контроля войск и вооружённых сил на определённом направлении.

Такими контролирующими органами военного управления к примеру являются:
- Военная комендатура в ВС России;
- Военная служба правопорядка Вооружённых сил Украины;
- Военная контрразведка Франции;
- Главное политическое управление Войска Польского
- Особый отдел в ВС СССР.

### Разделение управления по географическим регионам

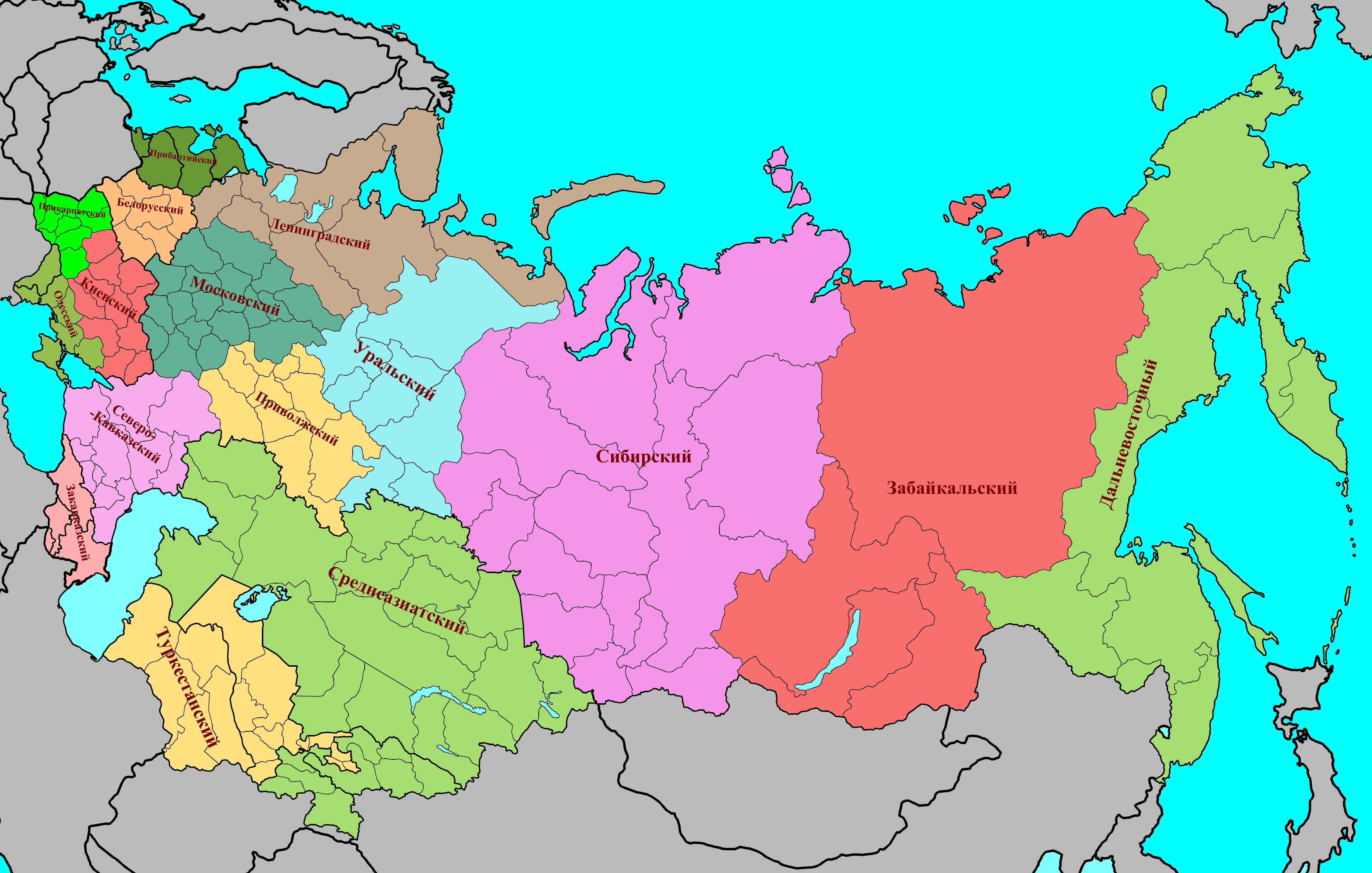
Карта военных округов ВС СССР на январь 1989 года

Военное управление также разделяется по территориальному признаку: в вооружённых силах вводится разделение формирований и военных учреждений по географическим регионам, в которых они находятся. 

В зависимости от принадлежности к государству вводится система военных округов (Россия, Бразилия, Китай, Япония и так далее), в которой воинские формирования расположенные на территории близлежащих субъектов (область, штат, провинция, автономия) государства в определённом географическом регионе сведены под общее командование. В некоторых государствах также могут именоваться региональными командованиями (Казахстан).

В США органы военного управления представлены оперативными управлениями на определённом театре военных действий. К примеру:
- Оперативное Управление Сухопутных Войск США на Африканском ТВД;
- Оперативное Управление Сухопутных Войск США на Арктическом ТВД.

Управление формированиями военно-морского флота у таких крупных держав как Россия и США также разделяется по акваториям океанов в которых они базируются. Существуют основные оперативно-стратегические объединения флота, действующие на постоянной основе, как, например:
- Тихоокеанский флот России;
- Тихоокеанский флот ВМС США.

Также имеются оперативные объединения, формируемые при необходимости на определённый период времени в заданном регионе планеты. Военнослужащие и техника командируются с основных сил флота и служат на ротационной основе. Как пример:
- Пятый флот — объединение ВМС США, действующее в западной части Индийского океана и Персидского залива.
- Средиземноморская эскадра ВМФ РФ — в настоящее время это единственная оперативная эскадра в ВМФ РФ.

## Организация местного военного управления

### Мобилизационные органы военного управления
Поддержание мобилизационных возможностей государства требует создания органов местного военного управления. 

Заключается оно в создании системы государственных учреждений ведущих учёт мобилизационных резервов в регионах.

В России к примеру подобной системой является институт военных комиссариатов (сокращённое обиходное название — военкомат). 

В некоторых государствах бывшего СССР приняты иные названия для данных учреждений ведущих аналогичную деятельность. К примеру в Казахстане они именуются Департамент по делам обороны (для области) или Управление по делам обороны (для района).

Основными функциями военных комиссариатов является ведение воинского учёта населения и технических средств привлекаемых в военное время в вооружённые силы, а также организация переподготовки военнослужащих запаса.

#### Военный комиссариат
Военный комиссариат (военкомат) — орган местного военного управления в Советском Союзе, а затем в республиках бывшего СССР, ответственный за военно-мобилизационную и учётно-призывную работу в Вооружённых Силах Союза и постсоветских государств (не всех). Могут быть краевыми, республиканскими, областными, городскими, районными и межрайонными. Районные и городские могут быть объединёнными. Ранее в России, советского периода, были также окружные, губернские, уездные и волостные.

### Органы военного управления по сохранению правопорядка
Следующей структурой местного военного управления являются органы по сохранению правопорядка в среде военнослужащих. На данном этапе в большинстве государств данную функцию выполняет военная полиция, находящаяся в подчинении начальников гарнизонов.

#### Военная комендатура
В более широком понимании, кроме задач по сохранению правопорядка среди военнослужащих к данной структуре местного военного управления также относится организация гарнизонной и комендантской службы, перед которыми стоит задача координации действий с правоохранительными органами вне вооружённых сил и органами местного самоуправления при возникновении чрезвычайных ситуаций, при переходе государства от мирного к военному времени, при организации проводки военных колонн и т. д.

## Акты военного управления

### Определение
Военное управление проявляется в актах. Акт военного управления представляет собой государственно-властное повеление на основе законодательства принятого в государстве, в пределах компетенции органов военного управления, направленное на регулирование отношений в процессе организации военного управления, жизни, быта и деятельности войск.

Актам военного управления присущи следующие черты:
- Подзаконность — соответствие акта законодательству государства и иным актам органов военного управления;
- Правовой характер — юридическая ответственность за выполнение актов;
- Авторитарность — обязательность исполнения акта лицами и органами, на которых он распространяется, независимо от того находятся ли эти лица в подчинении органа издавшего данный акт или нет;
- Императивность — обязательность исполнения акта, независимо от согласия исполнителей.

### Разновидности актов военного управления
Различаются следующие акты военного управления:
- Приказ — документ, представляющий собой письменное повеление органа военного управления;
- Директива — распорядительный документ, перечисляющий указания по подготовке и ведению боевых действий, вопросам боевой готовности, всестороннего обеспечения войск (сил), боевой и оперативной подготовке, обучению, воспитанию, штатной организации и другим вопросам жизни и деятельности войск (сил). Директива применяется главным образом в системе руководства войсками, стратегическими и оперативно-стратегическими объединениями.
- Наставление — свод правил деятельности или правила обращения с оружием, боевой техникой и их применения.
- Положение — акт, определяющий какую-либо конкретную область военно-служебных отношений или устанавливающий структуру и правовое положение того или иного органа.
- Инструкция — акт, регламентирующий правила деятельности того или иного органа, воинского должностного лица, военнослужащего.
- Постановление — правовой акт, содержащий решение коллегиального органа или должностного лица.
- Предписание — письменное распоряжение в котором начальник (командир) предписывает подчинённому указания где перечисляются поставленные задачи и сроки их выполнения.
- Указание — документ определяющий организацию исполнения приказов (директив) и других актов вышестоящих органов.
- Приказание — акт, издаваемый начальником штаба от имени командира воинской части, в котором до подчиненных доводятся задачи по отдельным вопросам.